# Диас, Карлос (легкоатлет)
Карлос Мартин Диас дель Рио (исп. Carlos Martín Díaz del Río; род. 9 июля 1993, Сантьяго) — чилийский легкоатлет, специалист по бегу на средние и длинные, марафонец. Выступает за сборную Чили по лёгкой атлетике с 2008 года, обладатель бронзовой медали Панамериканских игр, чемпион Южной Америки, победитель Южноамериканских игр, действующий рекордсмен страны в нескольких дисциплинах, участник летних Олимпийских игр в Париже.

## Биография
Карлос Диас родился 9 июля 1993 года в Сантьяго, Чили. Занимался бегом с юных лет, проходил подготовку под руководством своей матери Хулии дель Рио, профессиональной бегуньи, представлявшей Чили на чемпионатах мира по кроссу.
Впервые заявил о себе в лёгкой атлетике на международном уровне в сезоне 2008 года, когда вошёл в состав чилийской сборной и выступил на юношеском южноамериканском первенстве в Лиме, где в зачёте бега на 1500 метров стал девятым.
В 2009 году бежал 1500 метров на юношеском мировом первенстве в Брессаноне.
В 2010 году стал четвёртым среди юношей на чемпионате Южной Америки по кроссу в Гуаякиле, одержал победу в дисциплине 1500 метров на домашнем южноамериканском первенстве в Сантьяго.
На юниорском первенстве Южной Америки 2011 года в Медельине был четвёртым и третьим на дистанциях 800 и 1500 метров соответственно.
В 2012 году в 1500-метровом беге взял бронзу на иберо-американском чемпионате в Баркисимето и на молодёжном южноамериканском первенстве в Сан-Паулу, финишировал седьмым на юниорском мировом первенстве в Барселоне.
В 2013 году получил серебро на чемпионате Южной Америки по бегу на 1 милю в Белене.
В 2014 году в дисциплине 1500 метров стал четвёртым на домашних Южноамериканских играх в Сантьяго, завоевал бронзовые награды на иберо-американском чемпионате в Сан-Паулу и на Панамериканском спортивном фестивале в Мехико, превзошёл всех соперников на молодёжном южноамериканском первенстве в Монтевидео.
В 2015 году победил на чемпионате Южной Америки в Лиме, дошёл до стадии полуфиналов на чемпионате мира в Пекине.
На иберо-американском чемпионате 2016 года в Рио-де-Жанейро стал серебряным призёром на дистанциях 1500 и 3000 метров.
В 2017 году был вторым в 1500-метровом беге на чемпионате Южной Америки в Асунсьоне, выиграл 1500 и 5000 метров на Боливарианских играх в Санта-Марте.
На Южноамериканских играх 2018 года в Кочабамбе был лучшим в дисциплине 1500 метров.
На Панамериканских играх 2019 года в Лиме занял 12-е место в беге на 1500 метров, завоевал бронзовую награду в беге на 5000 метров, тогда как в беге на 10 000 метров сошёл с дистанции.
На чемпионате мира по полумарафону 2020 года в Гдыне занял 33-е место, установив при этом ныне действующий рекорд Чили — 1:01:32.
В 2021 году выиграл серебряную медаль в дисциплине 5000 метров на чемпионате Южной Америки в Гуякиле.
В 2022 году стал серебряным призёром на иберо-американском чемпионате в Ла-Нусии, победил на Боливарианских играх в Вальедупаре и на Южноамериканских играх в Асунсьоне.
В 2023 году в беге на 10 000 метров был лучшим на южноамериканском чемпионате в Сан-Паулу, сошёл на чемпионате мира в Будапеште, финишировал четвёртым на Панамериканских играх в Сантьяго.
В 2024 году на Цюрихском марафоне в Севилье с ныне действующим национальным рекордом 2:08:04 занял 17-е место. Благодаря этому успешному выступлению удостоился права защищать честь страны на летних Олимпийских играх в Париже — здесь в программе марафона показал время 2:14:25, расположившись в итоговом протоколе соревнований на 53-й строке.